# Shakespeare i Hathaway: investigadors privats
Shakespeare i Hathaway: investigadors privats (originalment en anglès, Shakespeare & Hathaway: Investigadors Privats) és una sèrie de televisió britànica de misteri i drama ambientada a Stratford-upon-Avon i produïda per BBC Birmingham. Una segona temporada de deu episodis es va començar a emetre el 25 de febrer de 2019. La tercera, també de deu episodis, es va començar a emetre el 3 de febrer de 2020. Una quarta temporada de deu episodis ha estat encarregada per a la seva emissió el 2022. Les dues primeres han estat doblades al català per TV3.

## Sinopsi
Frank Hathaway i Luella Shakespeare dirigeixen una agència d'investigadors privats a Stratford-upon-Avon. La parella disposa de la inestimable ajuda de Sebastian Brudenell, un actor a l'atur que fa servir els seus dots interpretatius per espiar els presumptes delinqüents. El Frank és exinspector de policia i manté una relació cordial amb la seva antiga subordinada, la inspectora Marlowe. A vegades, la policia i els detectius investiguen els mateixos casos, i això provoca friccions entre la inspectora i el seu antic cap. Però el do de gents de la Luella, l'olfacte del Frank i les excentricitats del Sebastian són una fórmula imbatible per resoldre tots els casos en aquests escenaris tan shakespearians.

## Repartiment
- Jo Joyner com a Luella Shakespeare
- Mark Benton com a Frank Hathaway
- Patrick Walshe McBride com a Sebastian Brudenell
- Amber Aga com a la inspectora detectiva Christina Marlowe (temporades 1-2)
- Tomos Eames com al sergent detectiu Joseph Keeler
- Roberta Taylor com a Gloria Fonteyn
- Yasmin Kaur Barn com a l'agent de policia Viola Deacon (temporada 3)

## Llista d'episodis
| Temporada | Temporada | Episodis | Emissió original                           | Emissió original                            | Emissió original |
| Temporada | Temporada | Episodis | Regne Unit (BBC One)                       | Catalunya (TV3)                             |                  |
| --------- | --------- | -------- | ------------------------------------------ | ------------------------------------------- | ---------------- |
|           | 1         | 10       | 26 de febrer de 2018 – 9 de març de 2018   | 27 de desembre de 2018 – 4 de gener de 2019 |                  |
|           | 2         | 10       | 25 de febrer de 2019 – 8 de març de 2019   | 23 de desembre de 2019 – 28 d'agost de 2020 |                  |
|           | 3         | 10       | 3 de febrer de 2020 – 14 de febrer de 2020 | No emesa                                    |                  |

### Primera temporada (2018)
| Núm. total | Núm. de la temporada | Títol                                    | Direcció           | Guió                                 | Data d'emissió original | Data d'estrena a Catalunya |
| ---------- | -------------------- | ---------------------------------------- | ------------------ | ------------------------------------ | ----------------------- | -------------------------- |
| 1          | 1                    | «Un bell nou món»                        | Piotr Szkopiak     | Paul Matthew Thompson i Jude Tindall | 26 de febrer de 2018    | 27 de desembre de 2018     |
| 2          | 2                    | «Campanades a mitjanit»                  | Ian Barber         | David Semple                         | 27 de febrer de 2018    | 28 de desembre de 2018     |
| 3          | 3                    | «El final promès»                        | Carolina Giammetta | Lol Fletcher                         | 28 de febrer de 2018    | 31 de desembre de 2018     |
| 4          | 4                    | «Màgia esquerpa»                         | Carolina Giammetta | Kit Lambert                          | 1 de març de 2018       | 31 de desembre de 2018     |
| 5          | 5                    | «Afanys i neguits»                       | Piotr Szkopiak     | Kit Lambert                          | 2 de març de 2018       | 2 de gener de 2019         |
| 6          | 6                    | «Surt, perseguit per un os»              | Ian Barber         | Jeff Povey                           | 5 de març de 2018       | 2 de gener de 2019         |
| 7          | 7                    | «Un bell aspecte porta el pitjor engany» | Piotr Szkopiak     | Dan Muirden                          | 6 de març de 2018       | 3 de gener de 2019         |
| 8          | 8                    | «L'aliment del camaleó»                  | Richard Signy      | Nicola Wilson                        | 7 de març de 2018       | 3 de gener de 2019         |
| 9          | 9                    | «El cuiner brivall»                      | Richard Signy      | Kit Lambert                          | 8 de març de 2018       | 4 de gener de 2019         |
| 10         | 10                   | «Mal encontre al clar de lluna»          | Piotr Szkopiak     | Kit Lambert                          | 9 de març de 2018       | 4 de gener de 2019         |

### Segona temporada (2019)
| Núm. total | Núm. de la temporada | Títol                             | Direcció       | Guió                  | Data d'emissió original | Data d'estrena a Catalunya |
| --- | -------------------- | --------------------------------- | -------------- | --------------------- | ----------------------- | -------------------------- |
| 11 | 1                    | «Ultratjant fortuna»              | Ian Barber     | Jude Tindall          | 25 de febrer de 2019    | 23 de desembre de 2019     |
| La Lu i el Frank reben l'encàrrec de trobar un gos desaparegut, però no és un gos qualsevol. L'animal va heretar una fortuna milionària i viu a cos de rei, atès per un munt de criats. L'administrador de la fortuna del gos promet una recompensa molt sucosa, però, quan la bèstia apareix morta, s'esvaeix la possibilitat de cobrar-la. Com que la cosa fa pudor de socarrim, el Frank i la Lu continuen investigant.                                                          |                      |                                   |                |                       |                         |                            |
| 12 | 2                    | «El drama serà el millor parany»  | Matt Carter    | Dan Muirden           | 26 de febrer de 2019    | 23 de desembre de 2019     |
| El Frank i la Luella són contractats per Adrian Messenger, director i creador d'un grup de joc de rol en viu, que sospita que la seva dona li fa el salt amb un dels jugadors, el major Tony Suffolk. Els detectius s'infiltren en el grup i són testimonis d'un atac amb fletxes reals que fereixen dos dels jugadors. La policia deté la dona de l'Adrian, que ha disparat les fletxes, i ell demana als detectius que demostrin la seva innocència.                              |                      |                                   |                |                       |                         |                            |
| 13 | 3                    | «Aquesta mà culpable»             | Paul Gibson    | David Semple          | 27 de febrer de 2019    | 24 de desembre de 2019     |
| Una dona russa, Anastasia Kusk, contracta el Frank i la Luella perquè trobin el seu marit. El Sebastian el localitza en un hotel: és mort i li falta la mà dreta. Aparentment, l'home, un oligarca rus, tenia guardada una important col·lecció d'art a Anglaterra. Mentrestant, dos delinqüents busquen la mà del mort, que ara es troba en poder d'un actor que poc abans li ha robat els clients al Sebastian.                                                                   |                      |                                   |                |                       |                         |                            |
| 14 | 4                    | «No et fiïs dels Idus de Març»    | Gill Wilkinson | Rachel Smith          | 28 de febrer de 2019    | 24 de desembre de 2019     |
| La mèdium Julienne Fortby té un accident mentre presenta el seu programa d'espiritisme amb la seva germana Marcia i contracta el Frank i la Luella perquè esbrinin si hi ha algú que la vol matar. Mentre el Sebastian es deixa hipnotitzar per la Marcia, el Frank i la Luella descobriran que una espectadora va denunciar les germanes Fortby per frau per fer servir auriculars durant el programa.                                                                             |                      |                                   |                |                       |                         |                            |
| 15 | 5                    | «No hi haurà més coca ni cervesa» | Gill Wilkinson | Paul Matthew Thompson | 1 de març de 2019       | 27 de desembre de 2019     |
| L'advocada Portia Montgomery contracta el Frank i la Louella perquè busquin proves que demostrin la innocència del seu client, un home acusat d'una agressió violenta. L'agressió va tenir lloc durant el robatori a una granja d'aviram en el qual va participar l'acusat. El Frank i la Louella busquen un possible testimoni, una sensesostre que aquella nit dormia al cobert de la granja i que amaga un secret sorprenent.                                                    |                      |                                   |                |                       |                         |                            |
| 16 | 6                    | «Tot aquest encantament»          | Ian Barber     | Kit Lambert           | 4 de març de 2019       | 30 de desembre de 2019     |
| El Frank i la Luella són víctimes d'uns impostors que, fent-se passar per ells, es dediquen a estafar la gent. Els detectius, detinguts per culpa dels impostors i en llibertat sota fiança, descobreixen que algú ha entrat als seus ordinadors. Amb l'ajuda del Sebastian i d'un hacker, paren un parany als culpables, però els surt el tret per la culata. El Frank comença a pensar que tot plegat es podria tractar d'una revenja.                                            |                      |                                   |                |                       |                         |                            |
| 17 | 7                    | «De no res no en sortirà res»     | Matt Carter    | Lol Fletcher          | 5 de març de 2019       | 31 de desembre de 2019     |
| L'Ava Foyle encarrega al Frank i la Luella que trobin el seu marit desaparegut, un atractiu ludòpata que es diu Lorenzo. El Lorenzo ha contret un deute considerable amb un casino regentat per dues germanes molt extravagants, la Rose i la Queenie King. El Frank i la Lu aviat descobriran que el Lorenzo tenia una aventura amb la Queenie i, alhora, també estava embolicat amb una clienta del casino, Lady Chaucer.                                                         |                      |                                   |                |                       |                         |                            |
| 18 | 8                    | «Tancat a la meva memòria»        | Darcia Martin  | Dominique Moloney     | 6 de març de 2019       | 26 d'agost de 2020         |
| La Lu i el Frank troben per casualitat un home que ha perdut totalment la memòria i veuen que s'ha donat un cop al cap. Tot i que el Frank i el Sebastian no consideren que el cas tingui cap interès, decideixen ajudar-lo perquè la Lu creu que potser és un milionari que els pagarà molt bé. Els primers indicis els porten a un hotel, i allà descobreixen que algú va voler matar l'amnèsic.                                                                                  |                      |                                   |                |                       |                         |                            |
| 19 | 9                    | «Aquesta cort plena d'enveges»    | Paul Gibson    | Kit Lambert           | 7 de març de 2019       | 27 d'agost de 2020         |
| Frederick Greenwood, propietari de l'exclusiu club de tenis Runningbrook, contracta el Frank i la Luella perquè ha rebut amenaces de mort. La mare de la Luella, la Genevieve, és la relacions públiques del club i manté una relació amb en Greenwood. Les amenaces de mort es converteixen en xantatge el mateix dia que un jugador de tenis és enverinat amb acònit. Llavors la Luella comença a sospitar que l'enverinament i el xantatge potser estan relacionats.             |                      |                                   |                |                       |                         |                            |
| 20 | 10                   | «Massa fred per a ésser l'infern» | Darcia Martin  | Jude Tindall          | 8 de març de 2019       | 28 d'agost de 2020         |
| La Bianca i l'Anthony Percy contracten el Frank i la Lu perquè trobin els seus mobles, robats per una falsa empresa de mudances. Quan els localitzen, apareix mort un dels lladres, mentre que l'altre, espantat, s'ha amagat al despatx dels detectius. El Frank i la Lu aconsegueixen recuperar tots els objectes, excepte l'estatueta d'un àngel que conté les cendres de l'àvia de la Bianca. De seguida descobriran que el tiet de la noia, un conegut mafiós, també la busca. |                      |                                   |                |                       |                         |                            |

### Tercera temporada (2020)
| Núm. total | Núm. de la temporada | Títol                                 | Direcció                | Guió                         | Data d'emissió original |
| ---------- | -------------------- | ------------------------------------- | ----------------------- | ---------------------------- | ----------------------- |
| 21         | 1                    | «How the Rogue Roar'd»                | Jennie Paddon           | Matthew Cooke i Vincent Lund | 3 de febrer de 2020     |
| 22         | 2                    | «See Thyself, Devil!»                 | John Greening           | Ed Sellek                    | 4 de febrer de 2020     |
| 23         | 3                    | «The Sticking Place»                  | Miranda Howard-Williams | Johanne McAndrew             | 5 de febrer de 2020     |
| 24         | 4                    | «A Serpent's Tooth»                   | Miranda Howard-Williams | Ishy Din                     | 6 de febrer de 2020     |
| 25         | 5                    | «Thy Fury Spent»                      | Jennie Paddon           | Kitty Percy                  | 7 de febrer de 2020     |
| 26         | 6                    | «Reputation, Reputation, Reputation!» | Piotr Szkopiak          | Daisy Martey                 | 10 de febrer de 2020    |
| 27         | 7                    | «Best Beware My Sting»                | Paul Gibson             | Dominique Moloney            | 11 de febrer de 2020    |
| 28         | 8                    | «All That Glisters»                   | John Greening           | Rob Kinsman                  | 12 de febrer de 2020    |
| 29         | 9                    | «O Thou Invisible Spirit of Wine»     | Piotr Szkopiak          | Oliver Frampton              | 13 de febrer de 2020    |
| 30         | 10                   | «Teach Me, Dear Creature»             | Paul Gibson             | Dan Muirden                  | 14 de febrer de 2020    |